# Округ Полк (Флорида)
Полк (енгл. Polk County) је округ у америчкој савезној држави Флорида. По попису из 2010. године број становника је 602.095.

## Демографија
Према попису становништва из 2010. у округу је живело 602.095 становника, што је 118.171 (24,4%) становника више него 2000. године.
| Група             | 2000.           | 2010.           |
| Белци             | 361.366 (74,7%) | 388.769 (64,6%) |
| Афроамериканци    | 65.545 (13,5%)  | 88.833 (14,8%)  |
| Азијати           | 4.515 (0,9%)    | 9.760 (1,6%)    |
| Хиспаноамериканци | 45.933 (9,5%)   | 106.532 (17,7%) |
| Укупно            | 483.924         | 602.095         |